# 白昼夢 (テレビ番組)
『白昼夢』（はくちゅうむ）は、フジテレビ系列で2017年10月16日から2019年3月25日まで放送されていたバラエティ番組。

## 概要
いとうせいこうとNGT48の中井りかが日中に「大人修行」の旅をする番組である。
テーマは社会性を強化して、"大人の真実"を白日のもとにさらしていき、大人の階段を上り始めたばかりの中井に"大人の夢と現実"を突きつけていく。迎えるゲストは、カルチャー界の大御所はもちろんのこと、政治関係者、世界的学者、研究者、事件の当事者など文化的、
社会的に濃厚な大人ゲストたちである。何も知らない無垢な中井にあえて"最上級の大物"や"その道のエキスパート"をぶつけることで起きる化学反応を通じ、かつてない驚きと興味を視聴者も共に体験する。
指原莉乃とリリー・フランキーが出演した『真夜中』の続編番組である。

## 出演者
- 中井りか（NGT48）
- いとうせいこう

## 放送内容・ゲスト
| 第○話 | 放送日         | テーマ                          | ゲスト                                         |
| ----- | -------------- | ------------------------------- | ---------------------------------------------- |
| 一    | 2017年10月16日 |                                 | 蛭子能収                                       |
| 二    | 2017年10月23日 | 漫画家                          | 蛭子能収                                       |
| 三    | 2017年10月30日 | 巨大壁画                        | 蛭子能収 根本敬                                |
| 四    | 2017年11月6日  | 音楽研究機関 前編               | ヤン富田                                       |
| 五    | 2017年11月13日 | 音楽研究機関 後編               | ヤン富田                                       |
| 六    | 2017年11月20日 | 古典芸能 前編                   | 桜井秀俊（真心ブラザーズ） 本條秀太郎          |
| 七    | 2017年11月27日 | 古典芸能 後編 ファッション 前編 | 桜井秀俊（真心ブラザーズ） 本條秀太郎 菊池武夫 |
| 八    | 2017年12月4日  | ファッション 後編               | 菊池武夫                                       |
| 九    | 2017年12月11日 | 親友 前編                       | みうらじゅん                                   |
| 十    | 2017年12月18日 | 親友 後編                       | みうらじゅん                                   |

| 第○話  | 放送日         | テーマ                             | ゲスト                          |
| ------ | -------------- | ---------------------------------- | ------------------------------- |
| 十一   | 2018年1月15日  | グラフィティ編                     | 大山エンリコイサム              |
| 十二   | 2018年1月22日  | 見立て 前編                        | 安田登 ドミニク・チェン         |
| 十三   | 2018年1月29日  | 見立て 後編                        | 安田登 ドミニク・チェン         |
| 十四   | 2018年2月5日   | カレー 前編                        | 小宮山雄飛 オカモト“MOBY”タクヤ |
| 十五   | 2018年2月12日  | カレー 後編                        | 小宮山雄飛 オカモト“MOBY”タクヤ |
| 十六   | 2018年2月19日  | ラップ編                           | あっこゴリラ                    |
| 十七   | 2018年2月26日  | 爬虫類編                           | 富田京一                        |
| 十八   | 2018年3月5日   | 恐竜編 舞台 前編                   | 富田京一 鳳蘭                   |
| 十九   | 2018年3月12日  | 舞台 後編                          | 鳳蘭                            |
| 二十   | 2018年3月19日  | メディア編                         | 伊藤ガビン 宇川直宏             |
| 二十一 | 2018年3月26日  | カレー論                           | ダースレイダー                  |
| 二十二 | 2018年4月9日   | カレー論 インテリアデザイン        | ダースレイダー 片山正通         |
| 二十三 | 2018年4月16日  | インテリアデザイン                 | 片山正通                        |
| 二十四 | 2018年4月23日  | インテリアデザイン ネオ日本食 前編 | 片山正通 トミヤマユキコ         |
| 二十五 | 2018年4月30日  | ネオ日本食 後編                    | トミヤマユキコ                  |
| 二十六 | 2018年5月7日   | 渋谷編                             | 泉麻人                          |
| 二十七 | 2018年5月14日  | 悪役論                             | 白石和彌                        |
| 二十八 | 2018年5月21日  | 音楽の仙人 前編                    | 近田春夫                        |
| 二十九 | 2018年5月28日  | 音楽の仙人 後編                    | 近田春夫                        |
| 三十   | 2018年6月18日  | 眼鏡編                             | 高橋一男                        |
| 三十一 | 2018年6月25日  | 写真 前編                          | レスリー・キー                  |
| 三十二 | 2018年7月2日   | 写真 後編 講談編                   | レスリー・キー 神田松之丞       |
| 三十三 | 2018年7月9日   | 講談編                             | 神田松之丞                      |
| 三十四 | 2018年7月16日  | ベース論 前編                      | ハマ・オカモト                  |
| 三十五 | 2018年7月23日  | ベース論 後編                      | ハマ・オカモト                  |
| 三十六 | 2018年7月30日  | 和菓子編                           | 鶴屋吉信 梅津泰和               |
| 三十七 | 2018年8月6日   | Blue Note TOKYO編                  | ヤン富田                        |
| 三十八 | 2018年8月13日  | 即興編                             | エルメート・パスコアール        |
| 三十九 | 2018年8月20日  | 建築編                             | 谷尻誠                          |
| 四十   | 2018年8月27日  | 照明 前編                          | 石井リーサ明里                  |
| 四十一 | 2018年9月3日   | 照明 後編                          | 石井リーサ明里                  |
| 四十二 | 2018年9月10日  | ワンカット 前編                    | 上田慎一郎                      |
| 四十三 | 2018年9月17日  | ワンカット 後編                    | 上田慎一郎                      |
| 四十四 | 2018年9月24日  | 表参道編                           | 泉麻人                          |
| 四十五 | 2018年10月1日  | 餃子編                             | パラダイス山元                  |
| 四十六 | 2018年10月8日  | ダンス編                           | SAM                             |
| 四十七 | 2018年10月15日 | マジック編                         | マギー司郎                      |
| 四十八 | 2018年10月22日 | 階段編                             | 松本泰生                        |
| 四十九 | 2018年10月29日 | お悩み相談編                       | 星野概念                        |
| 五十   | 2018年11月5日  | 歌舞伎 前編                        | 中村芝翫 中村福之助             |
| 五十一 | 2018年11月12日 | 歌舞伎 後編                        | 中村芝翫 中村福之助             |
| 五十二 | 2018年11月19日 | 水族館 前編                        | 中村元                          |
| 五十三 | 2018年11月26日 | 水族館 後編                        | 中村元                          |
| 五十四 | 2018年12月3日  | 書道編                             | 紫舟                            |
| 五十五 | 2018年12月10日 | ラーメン・カレー前編               | 小宮山雄飛 田中貴               |
| 五十六 | 2018年12月17日 | ラーメン・カレー後編               | 小宮山雄飛 田中貴               |
| 五十七 | 2018年12月24日 | ギター編                           | MIYAVI                          |

| 第○話  | 放送日        | テーマ            | ゲスト            |
| ------ | ------------- | ----------------- | ----------------- |
| 五十八 | 2019年1月14日 | 地獄 前編         | みうらじゅん      |
| 五十九 | 2019年1月21日 | 地獄 後編         | みうらじゅん      |
| 六十   | 2019年1月28日 | 段ボール編        | 島津冬樹          |
| 六十一 | 2019年2月4日  | ツッパリ制服 前編 | 綾小路翔          |
| 六十二 | 2019年2月11日 | ツッパリ制服 後編 | 綾小路翔          |
| 六十三 | 2019年2月18日 | AR編              | AR三兄弟          |
| 六十四 | 2019年2月25日 | コケ編            | 樋口正信          |
| 六十五 | 2019年3月4日  | DJ編              | 大貫憲章          |
| 六十六 | 2019年3月11日 | 桜編              | 中西一登          |
| 六十七 | 2019年3月18日 | 築地場外市場編    | 木村清            |
| 六十八 | 2019年3月25日 | グルメ編          | 渡部建 小宮山雄飛 |

## スタッフ
- 企画協力：秋元康
- 構成：大野ケイスケ
- カメラ：五十嵐陽、朝倉聖之
- 音声：村本達弥
- TK：色摩涼
- 編集：小山航平
- MA：泉英理奈
- 音効：佐伯綾乃
- 字：リリー・フランキー
- 音楽：ヤン富田
- 技術協力：スウィッシュ・ジャパン、共同テレビジョン
- 広報：木場晴香（フジテレビ）
- AP：藤林千絵
- デスク：武田志保
- 衣装協力：OUT AGE、株式会社オサレカンパニー
- メイク：山田かつら
- ディレクター：佐久間隆太、小澤雄一、牛窪真二、新井孝輔、千葉能大、植松裕介、原田愛花
- チーフディレクター：新沢学
- 演出：大家璃子（フジテレビ）
- プロデューサー：坪井進一郎（フジテレビ）、上原敏明（ユーフィールド）、鈴木麻美、田岸宏一（クロスエイト）
- チーフプロデューサー：浜野貴敏（フジテレビ）
- 制作協力：ユーフィールド
- 制作：フジテレビ編成局制作センター第二制作室
- 制作著作：フジテレビ

### 過去のスタッフ
- TK：水越理恵
- 広報：佐藤未郷（フジテレビ）
- 監修：小林正彦（フジテレビ）
- プロデューサー：高瀬敦也・速水大介（以上フジテレビ）、高橋研（ユーフィールド）

## ネット局
| 放送対象地域   | 放送局         | 系列           | 放送期間                       | 放送日時                                | 備考       |
| -------------- | -------------- | -------------- | ------------------------------ | --------------------------------------- | ---------- |
| 関東広域圏     | フジテレビ     | フジテレビ系列 | 2017年10月16日 - 2019年3月25日 | 月曜 1:25 - 1:55 （日曜 25:25 - 25:55） | 制作局     |
| 静岡県         | テレビ静岡     | フジテレビ系列 | 2017年10月25日 -               | 水曜 0:30 - 1:00 （火曜 24:30 - 25:00） | 遅れネット |
| 富山県         | 富山テレビ     | フジテレビ系列 | 2017年10月25日 - 2019年5月22日 | 水曜 1:00 - 1:35 （火曜 25:00 - 25:35） | 遅れネット |
| 佐賀県         | サガテレビ     | フジテレビ系列 | 2017年10月26日 -               | 木曜 0:25 - 0:55 （水曜 24:25 - 24:55） | 遅れネット |
| 北海道         | 北海道文化放送 | フジテレビ系列 | 2017年10月26日 -               | 木曜 0:55 - 1:25 （水曜 24:55 - 25:25） | 遅れネット |
| 沖縄県         | 沖縄テレビ     | フジテレビ系列 | 2017年10月28日 -               | 土曜 1:25 - 1:55 （金曜 25:25 - 25:55） | 遅れネット |
| 島根県・鳥取県 | 山陰中央テレビ | フジテレビ系列 | 2017年10月29日 -               | 日曜 2:15 - 2:45 （土曜 26:15 - 26:45） | 遅れネット |
| 長野県         | 長野放送       | フジテレビ系列 | 2017年10月31日 -               | 火曜 1:25 - 1:55 （月曜 25:25 - 25:55） | 遅れネット |
| 広島県         | テレビ新広島   | フジテレビ系列 | 2017年11月1日 - 2019年4月3日   | 水曜 1:55 - 2:25 （火曜 25:55 - 26:25） | 遅れネット |
| 福岡県         | テレビ西日本   | フジテレビ系列 | 2018年1月30日 -                | 土曜 2:40 - 3:10 （金曜 26:40 - 27:10） | 遅れネット |
| 近畿広域圏     | カンテレ       | フジテレビ系列 |                                | 火曜 0:55 - 1:25（月曜深夜）            | [ 注 2 ]   |